# Ophiorrhiza fruticosa
Ophiorrhiza fruticosa är en måreväxtart som beskrevs av Henry Nicholas Ridley. Ophiorrhiza fruticosa ingår i släktet Ophiorrhiza och familjen måreväxter. Inga underarter finns listade i Catalogue of Life.